# Reformierte Kirche Zürich-Friesenberg

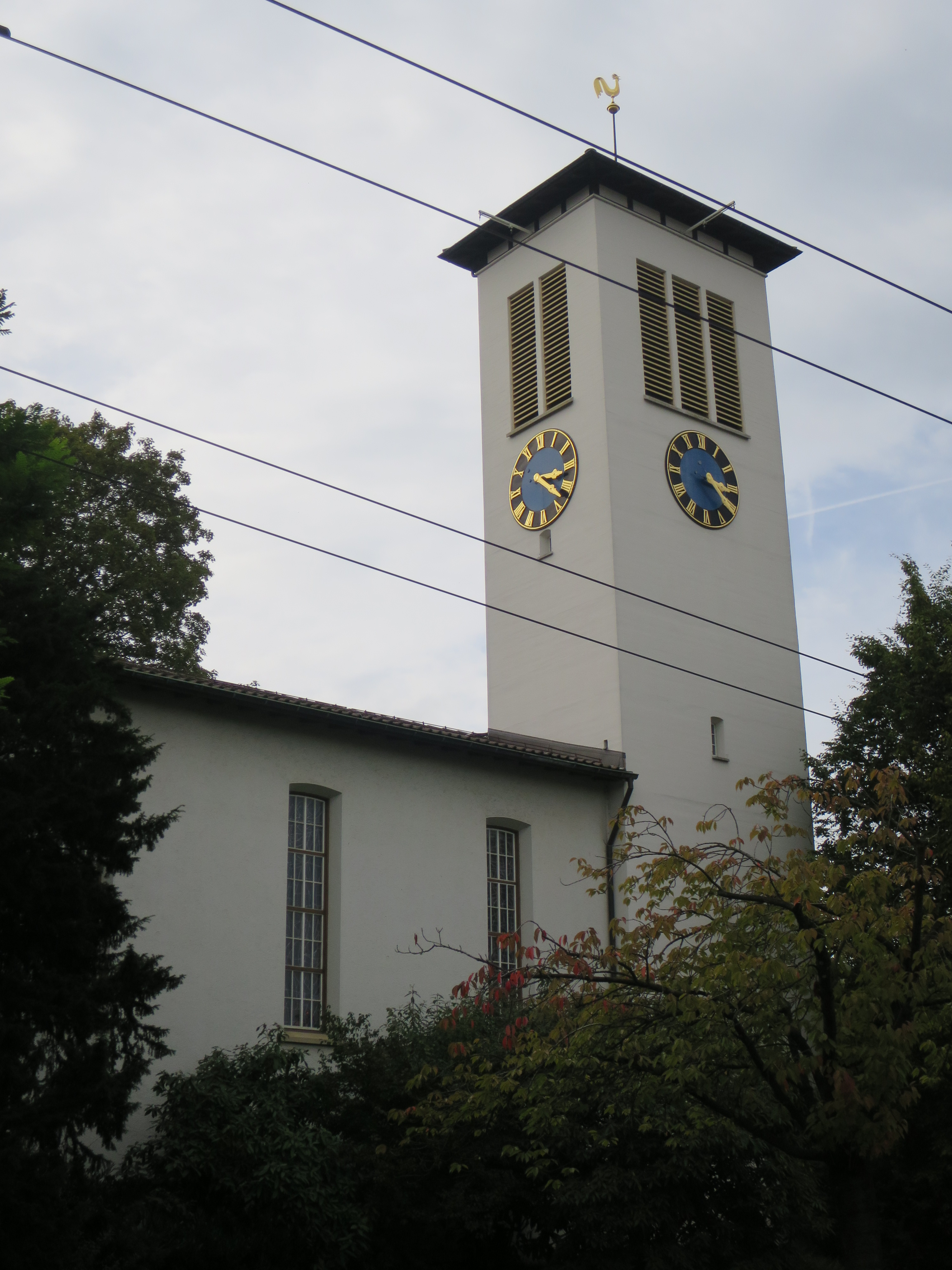
Aussenansicht

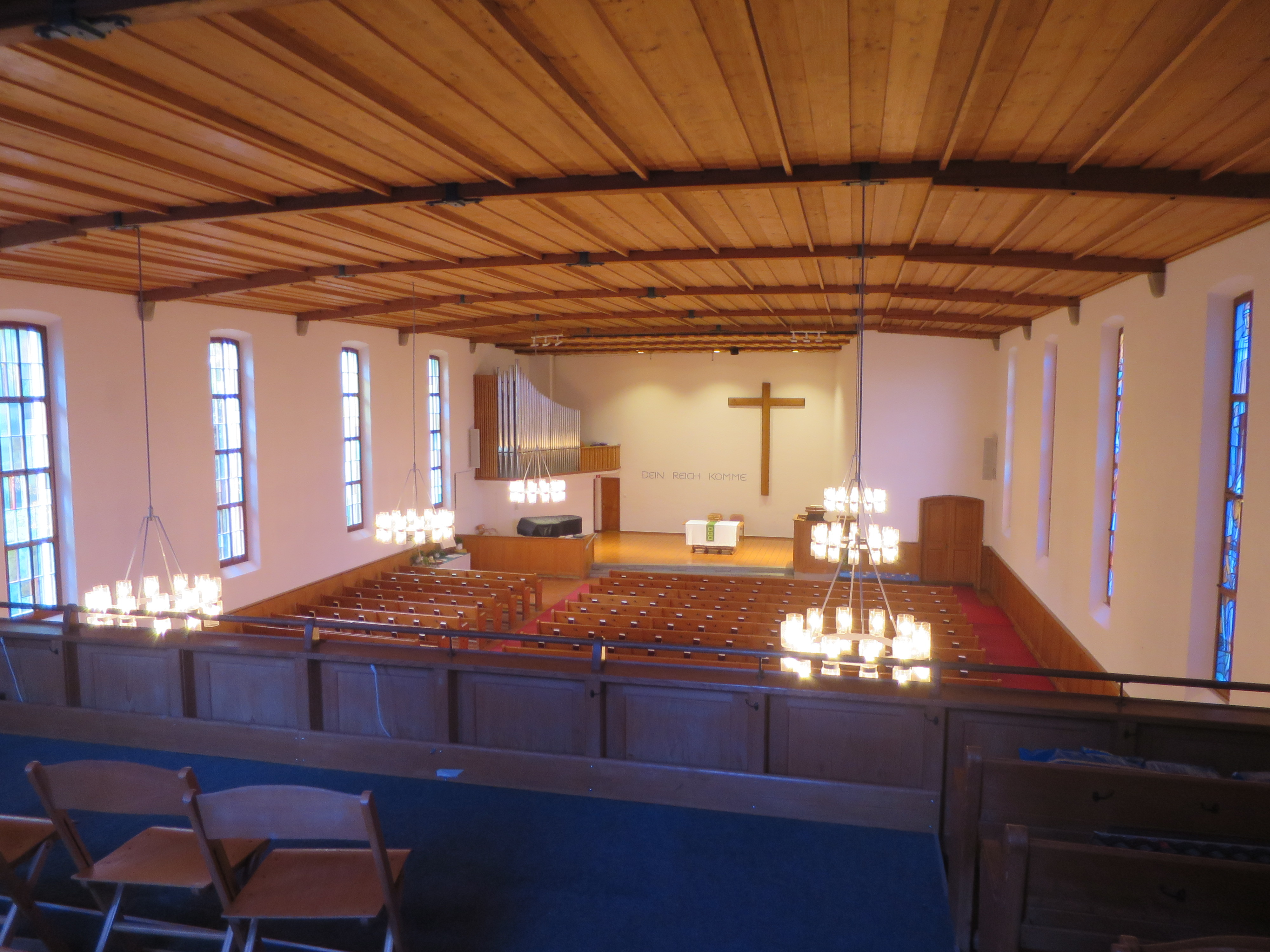
Innenraum

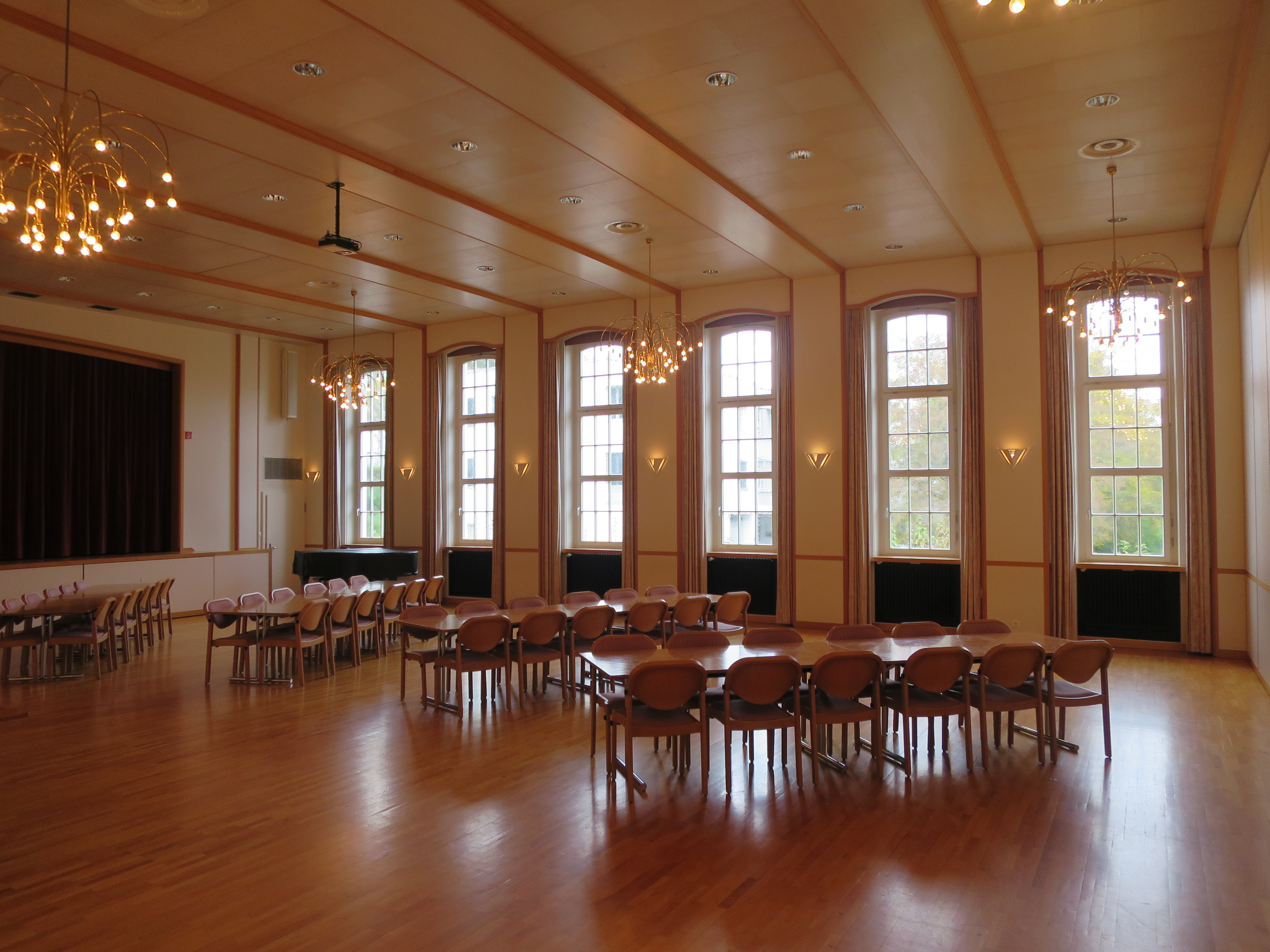
Grosser Saal

Die Reformierte Kirche Friesenberg ist ein evangelisch-reformiertes Sakralgebäude im Zürcher Stadtquartier Friesenberg. Es befindet sich am Borrweg 71 gegenüber der katholischen Kirche St. Theresia. Seit dem 1. Januar 2019 gehören die Kirche und das zugehörige Zentrum zum Kirchenkreis drei der evangelisch-reformierten Kirchgemeinde Zürich.

## Baugeschichte
Das Quartier entstand in mehreren Etappen ab den 1920er Jahren durch Grossüberbauungen, darunter zahlreiche Soziale Wohnbauten. Wie die katholische Kirche erkannte auch die reformierte Kirchgemeinde die Notwendigkeit, örtlich nahe an den kinderreichen Familien Seelsorge zu betreiben. Deshalb entstand am Borrweg gegenüber der 1933 eingesegneten katholischen Kirche St. Theresia die reformierte Kirche Friesenberg. In zwei Etappen wurde das Ensemble aus Pfarrhaus (1941) und Kirchgemeindehaus (1942) samt Kirche (1946–1947) nach den Plänen des Architekturbüros Müller & Freitag errichtet.

## Baubeschreibung
Innen wie aussen dominieren nüchterne Formen, die sich aber auch von ambitionierten Projekten des modernen Kirchbaus (wie der 1941 geweihten Neuen Kirche Altstetten) deutlich abgrenzen. An das schmucklose Kirchenschiff ist ein Glockenturm mit Turmuhr und Zeltdach angebaut.
Der Innenraum bildet eine längsgerichtete Saalkirche von stattlichen Dimensionen mit einer frontalen Empore auf der Südostseite. Die Kirche ist auf die schlichte Liturgiezone mit hölzerner Kanzel ausgerichtet. Die Abschlusswand dominieren ein hölzernes Kreuz und der Wandspruch «Dein Reich komme», nach (Mt 6,10 ). Die Segmentbogenfenster des Kirchenschiffs sind mit Glasmalereien der Weihnachtsgeschichte versehen. Die Entwürfe der Glasgemälde stammen von Heinrich Müller, die Ausführung übernahm die Zürcher Kunstglaserei Mäder.
Das weitläufige Kirchgemeindehaus aus der Bauzeit der Kirche schliesst direkt an den Sakralraum an. Es verfügt über mehrere Gemeinderäume sowie einen grossen Saal, der den Stil des Kirchenraums aufnimmt und vor dem Bau der eigentlichen Kirche als Gottesdienstraum gedient hatte.

## Orgel
Auf einer kleineren Empore in der Westecke der Kirche befindet sich die 1948 eingeweihte Kuhn-Orgel, die über zwei Manuale und ein Pedal mit 14 klingenden Registern, zwei Verlängerungen und einen Auszug verfügt. Ursprünglich waren es 12 Register; die Orgel wurde 1967 durch die Erbauerfirma überholt, wobei wohl auch die Erweiterung des Instruments durch die Zungenregister im Schwellwerk und im Pedal erfolgt ist.
Disposition der Orgel:
| I Hauptwerk C–g3 |    |
| Principal        | 8′ |
| Gemshorn         | 8′ |
| Octave           | 4′ |
| Spitzflöte       | 4′ |
| Octave (Auszug)  | 2′ |
| Mixtur IV-V      | 2′ |

| II Schwellwerk C–g3 |       |
| Gedackt             | 8′    |
| Principal           | 4′    |
| Blockflöte          | 4′    |
| Waldflöte           | 2′    |
| Larigot             | 1 ⁄3′ |
| Cimbel III-IV       | 1′    |
| Schalmey            | 8′    |
| Tremulant           |       |

| Pedal C–f1                     |     |
| Subbass                        | 16′ |
| Bourdon (Verlängerung Subbass) | 8′  |
| Flöte (Verlängerung Subbass)   | 4 ′ |
| Flötbass                       | 4′  |
| Fagott                         | 8′  |

- Normalkoppeln: II/I, II/P, I/P